# Ga tòa thị chính Hanam
Ga Tòa thị chính Hanam là ga tàu điện ngầm trên Tuyến Hanam của Tàu điện ngầm vùng thủ đô Seoul tuyến 5 ở Hanam, Gyeonggi-do.

## Bố trí ga
| Hanam Pungsan ↑    |
| \| W/B             |
| ↓ Hanam Geomdansan |

| Hướng Tây  | ← ●Tuyến 5 Hướng đi Banghwa            |
| Hướng Đông | → ●Tuyến 5 Hướng đi Hanam Geomdansan → |